# Ma Zhenzhao
Ma Zhenzhao (5 de novembro de 1997) é uma judoca chinesa. Foi medalhista de bronze nos Jogos Olímpicos de Verão de 2024 em Paris.
Ma ganhou uma das medalhas de bronze na categoria feminina de 78 kg nos Jogos Asiáticos de 2018 realizados em Jacarta, Indonésia. No Campeonato Asiático-Pacífico de Judô de 2019, realizado em Fujairah, Emirados Árabes Unidos, ela conquistou a medalha de prata na categoria feminina de 78 kg.
Em 2019, Ma competiu na categoria feminina de 78 kg no Campeonato Mundial de Judô realizado em Tóquio, Japão.
Em 2021, Ma competiu na categoria feminina de 78 kg nos Jogos Olímpicos de Verão de 2020 em Tóquio, Japão. Ela foi eliminada em sua primeira luta por Bernadette Graf da Áustria.
Em 2023, ela perdeu sua luta pela medalha de bronze na categoria feminina de 78 kg no Campeonato Mundial de Judô realizado em Doha, Catar.